# Deutsche Bundespost
O Deutsche Bundespost (lit. 'Correio Federal Alemão', na língua alemã) foi um serviço postal estatal alemão e empresa de telecomunicações fundada em 1947. Foi inicialmente o segundo maior empregador federal durante seu tempo. Após reduções de pessoal na década de 1980, a equipe foi reduzida para cerca de 543.200 funcionários em 1985. A corporação foi dissolvida em 1995 sob duas rodadas de reformas postais que ocorreram nos Correios Alemães em 1989 e 1995, respectivamente.  Após as reformas, o antigo Deutsche Bundespost foi dividido em três corporações de capital aberto: Deutsche Post AG (Correio Alemão), Deutsche Telekom (Telecomunicações Alemãs) e Deutsche Postbank AG (Banco Postal Alemão).  

## Histórico
Criada em 1947 durante a ocupação da Alemanha após a Segunda Guerra Mundial como sucessora do Deutsche Reichspost (German Realm Post), até 1950 a empresa era chamada Deutsche Post (German Post). Até 1989, o Deutsche Bundespost era uma operação estatal.

### Organização
O Bundespost foi desenvolvido de acordo com um princípio de três níveis comum na administração pública na República Federal da Alemanha. O estágio superior consistia no ministério federal para o sistema de correios e telecomunicações. O estágio intermediário consistia em diretorias regionais (Bundespostdirektionen) e na administração estadual dos correios (Landespostdirektion) sob a autoridade aliada ocidental em Berlim Ocidental (veja Deutsche Bundespost Berlin) a partir de 1949/1955). O escritório central técnico dos correios, o escritório central de engenharia de telecomunicações, o escritório social da administração postal e as agências dos correios) estavam em um nível igual às diretorias. O estágio inferior consistia em agências dos correios, agências de giro postal (semelhante a uma conta corrente), agências de poupança e agências de telecomunicações.

### Base jurídica
A base legal para a atividade administrativa do Bundespost era o ato de administração postal (Postverwaltungsgesetz, abreviado PostVwG). Um objetivo central da política administrativa pública após 1924 era a autossuficiência financeira. Objetivos políticos, no entanto, frequentemente substituíam esse objetivo. De acordo com o PostVwG, o sistema postal federal deveria ser administrado "de acordo com os princípios da política da RFA, em particular as políticas comerciais, econômicas, financeiras e sociais" e "os interesses da economia nacional alemã".
O Deutsche Bundespost foi o maior empregador da Alemanha Ocidental, empregando cerca de 543.200 pessoas em 1985.

### Reformas
Na primeira reforma dos correios implementada em 1 de julho de 1989, o Bundespost foi dividido em três divisões (também chamadas de empresas públicas): 
- Deutsche Bundespost Postdienst – serviço postal[4]
- Deutsche Bundespost Telekom – serviço de comunicações[4]
- Deutsche Bundespost Postbank – banco postal[4]

As autoridades centrais permaneceram como descrito acima. As divisões foram privatizadas em 1 de janeiro de 1995 em uma segunda rodada de reformas, resultando em: 
- Deutsche Post AG, do serviço postal[5]
- Deutsche Telekom AG, do serviço de comunicações[5]
- Deutsche Postbank AG, do banco postal[5]

O ministério federal dos correios e telecomunicações (Bundesministerium für Post und Telekommunikation) manteve a responsabilidade de supervisão dos serviços postais e telecomunicações. Após a dissolução desse ministério em 1º de janeiro de 1998, essas tarefas foram assumidas por uma nova agência reguladora de rede federal (Bundesnetzagentur, anteriormente RegTP) sob o ministério federal da economia e tecnologia. Outras funções (como a emissão de selos postais) foram assumidas pelo ministério federal das finanças. Algumas funções de telecomunicações (incluindo rádio BOS) foram transferidas para o ministério federal do interior.
Para certos fins oficiais e legais (incluindo certos serviços financeiros, médicos e outros para ex-funcionários públicos dos correios), foi criada uma "instituição federal para correios e telecomunicações" (Bundesanstalt für Post und Telekommunikation).